# Ян Зрзавий
Ян Зрзавий (чеськ. Jan Zrzavý; 5 листопада 1890, Округліце — 12 жовтня 1977, Прага) — чеський художник, графік і ілюстратор.

## Життєпис
Ян Зрзавий народився 5 листопада 1890  року в Округліце. Був  шостою дитиною в сім'ї вчителя Яна Зрзаве та вчительки Вілеміни.  У !905 році закінчив промислову будівельну школу у Брно.  Вивчав живопис у празькій Академії мистецтв, був одним із засновників   групи художників «Sursum», входив до складу художніх об'єднань «Mánes», Бесіда художників і Спілки чеських художників-графіків Голлар. У 1920-ті роки Зрзавий здійснив численні мандрівки Європою, він відвідав Італію, Бельгію і Францію.

## Творчість
Ян Зрзавий був одним з провідних представників чеського художнього авангарду початку XX століття. Початковий період творчості Зрзавого був відзначений такими його роботами як «Долина печалі», «Ноктюрн», «Натюрморт з травневими квітами», «Страждання». Ці картини характерні для початку чеського періоду сецесіон; вони також символізують появу чеського експресіонізму і початку кубізму. Ці та їм подібні полотна художника були інспіровані враженням  від полотен періоду італійського Відродження, бачених ним під час перебування в Італії — в першу чергу картинами Рафаеля і Леонардо да Вінчі. Після Першої світової війни твори художника стають більш м'якими, ліричними, іноді абстрактними («Меланхолія», «Подруга» і ін.). У другій половині XX століття художник пише переважно пейзажі («Камарі», «Сан Марко вночі», «Сан Марко вдень» та інші). У 1965 році майстру було присвоєно звання Народний художник Чехословаччини.

## Фільми
- Катя і Крокодил (1965).
- Ян Зрзаве — Роздум (телевізійний фільм 1972 року).
- Два ювілеї Яна Зрзаве (1976)
- Золотий дощ (телефільм 1977 року)

## Пам'ять
- На будинку, де народився художник,  встановлена меморіальна дошка з бюстом та текстом: Ян Зрзавий, чеський художник 1890-1977 років, народився в цьому будинку 5 листопада 1890 року.
- 8 червня 2002 року було відкрито  Інформаційний центр Яна Зрзавого та Меморіальний зал. Тут відвідувачі дізнаються багато цікавої інформації з життя художника.
- 19 червня 2010 року в приміщенні муніципального офісу було відкрито пам'ятну дошку з бюстом художника. Професор Франтишек Дворжак, історик мистецтва, виступив з промовою. Бюст був створений другом художника, академічним скульптором Богуміром Кубеком, за рік до смерті художника в 1976 році. На табличці є напис: «1890-1977 я народився в Округліце, але вважаю  Кручембурк  справжнім батьківщиною».